# Per quelli come noi
Per quelli come noi è l'album di esordio del complesso musicale italiano dei Pooh, pubblicato nel 1966 dalla casa discografica Vedette.

## Il disco
L'album è caratterizzato, date le difficoltà tipiche dei complessi appena formati, da elementi antologici: vengono infatti inclusi nel disco i brani di diversi 45 giri precedenti (che però vengono riregistrati dalla nuova formazione), ed alcune canzoni nuove o cover di brani inglesi tradotti in italiano.
Nonostante le varie atmosfere che caratterizzano l'album, lo stile musicale dominante può esser senz'altro considerato come musica beat; il disco viene registrato negli Studi Regson (in via Ludovico il Moro, a Milano) su un registratore Telefunken a sei piste (il tecnico del suono è Severino Pecchenini).
La copertina raffigura i cinque Pooh appoggiati ad un muro; sul retro vi sono le foto dei singoli componenti e le informazioni concernenti i musicisti e la registrazione del disco.
Tra i brani si ricorda Brennero '66, ispirata ad un giovane soldato italiano ucciso da terroristi altoatesini (il brano fu temporaneamente censurato e presentato col titolo "Le campane del silenzio"); nel brano omonimo Per quelli come noi, inoltre, emergono l'insoddisfazione e la protesta giovanile tipiche dell'epoca, mentre altri brani, soprattutto le cover tradotte dall'inglese, lasciano trasparire un'atmosfera molto più equilibrata e serena.
Dai vari sforzi del complesso deriva così un album interessante, ma eterogeneo (se non frammentario), che testimonia la volontà dei componenti del complesso di emanciparsi dalla tradizione anglofona, alla quale devono però molto della loro prima ispirazione artistica.
Nell'insieme, le versioni cover avranno maggior fortuna: tra i brani che in seguito sarebbero stati eseguiti come tappe storiche del complesso si ricordano, oltre a Brennero '66, Nel buio, Vieni fuori e Quello che non sai; nel 1966, in ogni caso, il gruppo era ancora molto lontano dalle produzioni che più tardi lo avrebbero visto protagonista di tanti e vari episodi di successo.
Il vinile originale Vedette VRM 36033 ha Label nera e grigio/verde con la V di Vedette bianca. La seconda stampa (del 1967 e con stesso numero di catalogo) ha label nera.
Nel 1994 la (Raro! Records SR 5) ne ha stampata una copia in vinile picture. 
Nel 2006 a marchio Vedette è stato ristampato in vinile e con stesso numero di catalogo dell'originale. Per errore, di Per quelli come noi e di Nessuno potrà ridere di lei sono state pubblicate due edizioni inedite.

## Tracce
LATO A
1. Per quelli come noi (testo di Pantros; musica di Francesco Anselmo; voce solista: Roby) - 1:59
2. La solita storia (testo di Pantros; musica di Francesco Anselmo; voci soliste: Mauro, Riccardo e Roby) - 3:22
3. Ora che cosa farai (La la la lies) (testo italiano di Bruno Pallesi; testo originale e musica di Pete Townshend; voci soliste: Mauro e Valerio) - 2:12
4. Istintivamente io e te (You'll find out) (testo italiano di Pantros; testo originale e musica di Simpson; voce solista: Mauro) - 2:09
5. Quello che non sai (Rag Doll) (testo italiano di Antonietta De Simone; testo originale di Bob Gaudio; musica di Bob Crewe; voce solista: Mauro) - 2:50
6. Vieni fuori (Keep on running) (testo italiano di Maurizio Vandelli; testo originale e musica di Jackie Edwards; voci soliste: Mauro e Mario) - 2:10

LATO B
1. Non la fermare (testo di Pantros; musica di Francesco Anselmo; voce solista: Mauro) - 2:43
2. La vostra libertà (testo di Pantros; musica di Francesco Anselmo; voce solista: Mauro) - 2:13
3. Nel buio (I looked in the mirror) (testo italiano di Pantros; testo originale e musica di Bob Morrison; voci soliste: Riccardo e Valerio) - 2:29
4. Brennero '66 (testo di Pantros; musica di Francesco Anselmo; voce solista: Roby) - 2:29
5. Sono l'uomo di ieri[2] (testo di Pantros; musica di Francesco Anselmo; voci soliste: Mauro e Valerio) - 2:03
6. Nessuno potrà ridere di lei (Till the end of the day) (testo italiano di Pantros; testo originale e musica di Ray Davies; voci soliste: Riccardo e Roby) - 1:27

Nota: non essendo Negrini e Facchinetti iscritti alla Siae, le canzoni sono firmate per lo più dal produttore Francesco Anselmo e da Armando Sciascia (che usa lo pseudonimo Pantros), tranne alcune firmate da altri autori (Maurizio Vandelli); solo nella ristampa in cd (dopo una causa vinta dai due musicisti) le canzoni verranno accreditate agli autori originali.

## Formazione
- Valerio Negrini - voce, batteria, percussioni
- Mauro Bertoli - voce, chitarra
- Mario Goretti - voce, chitarra, armonica nei brani Per quelli come noi e La solita storia, balalaika in Non la fermare
- Roby Facchinetti - voce, pianoforte, tastiere
- Riccardo Fogli - voce, basso

## Singoli pubblicati
- Vieni fuori/L'uomo di ieri (versioni diverse da quelle dell'LP).
- Bikini beat/Quello che non sai (solamente il lato B).
- Brennero 66/Per quelli come noi.
- Nel buio/Cose di questo mondo (solamente il lato A).